# Vitorlázás a 2016. évi nyári olimpiai játékokon
A 2016. évi nyári olimpiai játékokon a vitorlázás versenyeit augusztus 8. és 18. között rendezték meg. Összesen 10 versenyszámban avattak olimpiai bajnokot.

## Éremtáblázat
(A táblázatokban a rendező ország sportolói eltérő háttérszínnel, az egyes számoszlopok legmagasabb értéke vagy értékei vastagítással kiemelve.)
| A 2016. évi nyári olimpiai játékok éremtáblázata vitorlázásban | A 2016. évi nyári olimpiai játékok éremtáblázata vitorlázásban | A 2016. évi nyári olimpiai játékok éremtáblázata vitorlázásban | A 2016. évi nyári olimpiai játékok éremtáblázata vitorlázásban | A 2016. évi nyári olimpiai játékok éremtáblázata vitorlázásban | Olimpia  |
| -------------------------------------------------------------- | -------------------------------------------------------------- | -------------------------------------------------------------- | -------------------------------------------------------------- | -------------------------------------------------------------- | -------- |
|                                                                | Ország                                                         | Arany                                                          | Ezüst                                                          | Bronz                                                          | Összesen |
| 1.                                                             | Nagy-Britannia (GBR)                                           | 2                                                              | 1                                                              | 0                                                              | 3        |
| 2.                                                             | Hollandia (NED)                                                | 2                                                              | 0                                                              | 0                                                              | 2        |
| 3.                                                             | Ausztrália (AUS)                                               | 1                                                              | 3                                                              | 0                                                              | 4        |
| 4.                                                             | Új-Zéland (NZL)                                                | 1                                                              | 2                                                              | 1                                                              | 4        |
| 5.                                                             | Horvátország (CRO)                                             | 1                                                              | 1                                                              | 0                                                              | 2        |
| 6.                                                             | Franciaország (FRA)                                            | 1                                                              | 0                                                              | 2                                                              | 3        |
| 7.                                                             | Argentína (ARG)                                                | 1                                                              | 0                                                              | 0                                                              | 1        |
| 7.                                                             | Brazília (BRA)                                                 | 1                                                              | 0                                                              | 0                                                              | 1        |
|                                                                |                                                                |                                                                |                                                                |                                                                |          |
| 8.                                                             | Írország (IRL)                                                 | 0                                                              | 1                                                              | 0                                                              | 1        |
| 8.                                                             | Kína (CHN)                                                     | 0                                                              | 1                                                              | 0                                                              | 1        |
| 8.                                                             | Szlovénia (SLO)                                                | 0                                                              | 1                                                              | 0                                                              | 1        |
|                                                                |                                                                |                                                                |                                                                |                                                                |          |
| 11.                                                            | Dánia (DEN)                                                    | 0                                                              | 0                                                              | 2                                                              | 2        |
| 12.                                                            | Ausztria (AUT)                                                 | 0                                                              | 0                                                              | 1                                                              | 1        |
| 12.                                                            | Egyesült Államok (USA)                                         | 0                                                              | 0                                                              | 1                                                              | 1        |
| 12.                                                            | Görögország (GRE)                                              | 0                                                              | 0                                                              | 1                                                              | 1        |
| 12.                                                            | Németország (GER)                                              | 0                                                              | 0                                                              | 1                                                              | 1        |
| 12.                                                            | Oroszország (RUS)                                              | 0                                                              | 0                                                              | 1                                                              | 1        |
|                                                                |                                                                |                                                                |                                                                |                                                                |          |
| Összesen                                                       | Összesen                                                       | 10                                                             | 10                                                             | 10                                                             | 30       |

## Érmesek

### Férfi
| A 2016. évi nyári olimpiai játékok érmesei férfi vitorlázásban |                                                  |                                                    |                                                         |
| Versenyszám                                                    | Arany                                            | Ezüst                                              | Bronz                                                   |
| Szörfvitorlázás                                                | Dorian van Rijsselberghe · Hollandia (NED)       | Nick Dempsey · Nagy-Britannia (GBR)                | Pierre Le Coq · Franciaország (FRA)                     |
| Laser                                                          | Tom Burton · Ausztrália (AUS)                    | Tonči Stipanović · Horvátország (CRO)              | Sam Meech · Új-Zéland (NZL)                             |
| Finn dingi                                                     | Giles Scott · Nagy-Britannia (GBR)               | Vasilij Žbogar · Szlovénia (SLO)                   | Caleb Paine · Egyesült Államok (USA)                    |
| 470-es osztály                                                 | Horvátország (CRO) · Šime Fantela · Igor Marenić | Ausztrália (AUS) · Mathew Belcher · William Ryan   | Görögország (GRE) · Panagiotis Mantis · Pavlos Kagialis |
| 49er osztály                                                   | Új-Zéland (NZL) · Peter Burling · Blair Tuke     | Ausztrália (AUS) · Nathan Outteridge · Iain Jensen | Németország (GER) · Erik Heil · Thomas Plößel           |

### Női
| A 2016. évi nyári olimpiai játékok érmesei női vitorlázásban |                                                    |                                              |                                                           |
| Versenyszám                                                  | Arany                                              | Ezüst                                        | Bronz                                                     |
| Szörfvitorlázás                                              | Charline Picon · Franciaország (FRA)               | Csen Pej-na (Chen Peina) · Kína (CHN)        | Stefania Elfutina · Oroszország (RUS)                     |
| Laser radial                                                 | Marit Bouwmeester · Hollandia (NED)                | Annalise Murphy · Írország (IRL)             | Anne-Marie Rindom · Dánia (DEN)                           |
| 470-es osztály                                               | Nagy-Britannia (GBR) · Hannah Mills · Saskia Clark | Új-Zéland (NZL) · Jo Aleh · Olivia Pownie    | Franciaország (FRA) · Camille Lecointre · Hélène Defrance |
| 49erFX osztály                                               | Brazília (BRA) · Martine Grael · Kahena Kunze      | Új-Zéland (NZL) · Alex Maloney · Molly Meech | Dánia (DEN) · Jena Mai Hansen · Katja Salskov-Iversen     |

### Vegyes
| A 2016. évi nyári olimpiai játékok érmesei vitorlázásban |                                                            |                                                     |                                             |
| Versenyszám                                              | Arany                                                      | Ezüst                                               | Bronz                                       |
| Nacra 17                                                 | Argentína (ARG) · Cecilia Carranza Saroli · Santiago Lange | Ausztrália (AUS) · Lisa Darmanin · Jason Waterhouse | Ausztria (AUT) · Tanja Frank · Thomas Zajac |